# Oncostemum hildebrandtii
Oncostemum hildebrandtii är en viveväxtart som beskrevs av Carl Christian Mez. Oncostemum hildebrandtii ingår i släktet Oncostemum och familjen viveväxter. Inga underarter finns listade i Catalogue of Life.